# Brasão de armas da África do Sul
O atual brasão de armas tem uma série de elementos organizados em diferentes formas simétricas de ovo, ou oval, colocados um em cima do outro. A estrutura completa do Brasão de Armas reúne um ovo maior e um menor em um símbolo do infinito. O caminho que liga a extremidade inferior da rolagem, através das linhas das presas, com o horizonte acima do sol nascente e no topo, tem a forma do ovo cósmico de onde nasce o pássaro secretário. No sentido simbólico, este é o renascimento do espírito da nação grande e heroico da África do Sul.
O brasão de armas é também uma parte central do Grande Selo, tradicionalmente considerado o maior símbolo do Estado. A autoridade absoluta é dada a cada documento com a impressão do Grande Selo sobre isso, pois isso significa que ele tenha sido aprovado pelo presidente sul-africano.
O novo brasão de armas da África do Sul foi lançado no Dia da Liberdade, 27 de abril de 2000, em substituição ao modelo antigo, criado na época do apartheid. A mudança reflete o objetivo do governo de salientar a mudança democrática na África do Sul e um novo sentimento de patriotismo.

## O símbolo do brasão de armas
O lema do verde é prorrogado por pares de presas de elefante. Dentro dele há duas espigas de trigo e um escudo dourado com arte rupestre khoisan de saudação de duas figuras humanas a partir da pedra Linton. Acima do escudo há um cajado cruzado com uma lança, ima protea (flor), pássaro secretário, e um sol nascente.

## O formato oval da fundação
O primeiro elemento é o lema, no semicírculo verde. Completando o semicírculo dois pares simetricamente colocado de presas de elefante apontando para cima. Na forma oval formada pelas presas duas espigas de trigo simétricas, que, no quadro de transformar um escudo de ouro colocado no centro.
A forma do escudo faz referência ao tambor, e contém duas figuras humanas de arte rupestre khoisan. Os números são representados de frente para um outro em saudação e na unidade.
Sobre o escudo há uma lança e um cajado, atravessado em uma única unidade. Estes elementos estão dispostos harmoniosamente para fornecer o foco para o escudo e completar a parte inferior da oval de fundação.
- O lema:

O lema é:! Ke e: xarra / ke / escrito na linguagem do povo Khoisan / Xam, que literalmente significa "unir pessoas diferentes". Ele aborda cada esforço individual para conseguir a unidade entre pensamento e ação. Em uma escala coletiva que chama para a nação a se unir em um sentido de pertença e orgulho nacional - a unidade na diversidade.
- As espigas de trigo:

Um símbolo de fertilidade, mas também simboliza a ideia de germinação, crescimento e desenvolvimento de qualquer potencial. Relaciona-se com a alimentação das pessoas e significa: os aspectos agrícolas da Terra.
- Presas de elefante:

Os elefantes simbolizam a sabedoria, a força, a moderação e a eternidade.
- O escudo:

Tem uma dupla função como um veículo para a exibição de identidade e de defesa espiritual. Ele contém o símbolo primordial da nossa nação.
- As figuras humanas:

Os números são derivados a partir de imagens sobre a pedra Linton, um exemplo famoso de arte rupestre sul-africana, já instalados e exibido no Museu sul-africano na Cidade do Cabo. Os khoisan, os moradores mais antigos conhecidos de nossa terra e, muito provavelmente, da terra, testemunhar a nossa humanidade comum e do património, como os sul-africanos e como a humanidade em geral. As figuras são representadas numa atitude de saudação, simbolizando a unidade. Isso também representa o início da transformação do indivíduo para o maior sentido de: a pertença à nação e, por extensão, a humanidade coletiva.
- A lança e o cajado:

Dois símbolos da defesa e da autoridade, que por sua vez representam as poderosas pernas do pássaro secretário. A lança e o cajado estão deitados, simbolizando a paz.

## O formato oval da ascendência
Imediatamente acima a forma oval da fundação, é o centro visual do Brasão de Armas, uma protea. As pétalas da protea são processados em um padrão triangular que lembra dos ofícios da África.
O secretário de aves é colocado por cima duma protea e a flor faz o peito da ave. O pássaro secretário está com as asas erguidas num gesto régio e revolta. O distintivo as penas da cabeça da ave secretária coroa de uma cabeça forte e vigilante. O sol se ergue no horizonte é colocado entre as asas da ave secretária, completa a forma oval da ascendência.
A combinação do oval superior e inferior formas se cruzam para formar um curso contínuo infinito, e uma grande harmonia entre os elementos básicos resultar em um design dinâmico e elegante e completamente distintas. No entanto, mantém claramente a estabilidade, a gravidade e a iminência de um Brasão de Armas demandas.
- A protea

A protea é um símbolo da beleza da nossa terra e para o florescimento de nosso potencial como nação em busca do Renascimento Africano. Esta flor simboliza a holística: integração de forças que crescer a partir da Terra sendo alimentados a partir de cima. As cores mais populares da África foram atribuídos à protea - verde, dourado, vermelho e preto.
- O secretário de aves

O secretário de aves é caracterizado em voo, a consequência natural do crescimento e da velocidade. É o equivalente do leão na Terra. Um pássaro poderosa cujas pernas - representadas como: lança e cajado - servi-lo bem em sua caça de cobras, simbolizando a proteção da nação contra seus inimigos. É um mensageiro dos céus e transporta a sua graça: a Terra. Neste sentido, é um símbolo da majestade divina. Suas asas são erguidas um símbolo da ascensão de nossa nação e, simultaneamente, oferecendo-nos a sua proteção. Ele é representado no ouro, que simboliza claramente a sua associação com o sol e a máxima potência.
- O sol nascente

Um símbolo de brilho, esplendor e o princípio supremo da natureza da energia, que simboliza a promessa de renascimento, as faculdades ativas de reflexão, conhecimento, bom senso e força de vontade. É o símbolo da fonte da vida, da luz e da plenitude final da humanidade.